# قائمة مسلسلات رمضان 2012
يتم في رمضان 2012 عرض عدد من المسلسلات والبرامج العربية على القنوات الفضائية فيما يسمى ماراثون المسلسلات الرمضانية.
| المسلسل                  | جنسية المسلسل |
| ------------------------ | ------------- |
| مسلسل عمر (مسلسل)        | مسلسل عربي    |
| فرقة ناجي عطا الله       | مسلسل مصري.   |
| باب الخلق                | مسلسل مصري.   |
| الخواجة عبد القادر       | مسلسل مصري    |
| شربات لوز                | مسلسل مصري    |
| عرفة البحر               | مسلسل مصري    |
| طرف ثالث                 | مسلسل مصري    |
| قضية معالي الوزيرة       | مسلسل مصري    |
| الأخوة أعداء             | مسلسل مصري    |
| سيدنا السيد              | مسلسل مصري    |
| سلسال الدم               | مسلسل مصري    |
| ميراث الريح              | مسلسل مصري    |
| شمس الأنصاري             | مسلسل مصري    |
| الصفعة                   | مسلسل مصري    |
| خطوط حمراء               | مسلسل مصري    |
| الهروب                   | مسلسل مصري    |
| أخت تريز                 | مسلسل مصري    |
| سر علني                  | مسلسل مصري    |
| فيرتيجو                  | مسلسل مصري    |
| مع سبق الإصرار           | مسلسل مصري    |
| الصقر شاهين              | مسلسل مصري    |
| 9 جامعة الدول            | مسلسل مصري    |
| الزوجة الرابعة           | مسلسل مصري    |
| كيد النسا 2              | مسلسل مصري    |
| رقم مجهول                | مسلسل مصري    |
| في غمضة عين              | مسلسل مصري    |
| ابن موت                  | مسلسل مصري    |
| خرم إبره                 | مسلسل مصري    |
| زي الورد                 | مسلسل مصري    |
| ذات                      | مسلسل مصري    |
| فرح العمدة               | مسلسل مصري    |
| ابن ليل                  | مسلسل مصري    |
| البلطجي                  | مسلسل مصري    |
| كيكا على العالي          | مسلسل مصري    |
| حكايات بنات              | مسلسل مصري    |
| الأرواح المنسية          | مسلسل مصري    |
| حافة الغضب               | مسلسل مصري    |
| البحر والعطشانة          | مسلسل مصري    |
| طيري يا طيارة            | مسلسل مصري    |
| ويأتي النهار             | مسلسل مصري    |
| ورد وشوك                 | مسلسل مصري    |
| حارة خمس نجوم            | مسلسل مصري    |
| الخفافيش                 | مسلسل مصري    |
| هرم الست رئيسة           | مسلسل مصري    |
| المزرعة                  | مسلسل مصري    |
| أشجار النار              | مسلسل مصري    |
| النار والطين             | مسلسل مصري    |
| كان يا مكان              | مسلسل مصري    |
| بالأمر المباشر           | مسلسل مصري    |
| الظابط والجلاد           | مسلسل مصري    |
| أهل الهوى                | مسلسل مصري    |
| الإمام الغزالي           | مسلسل مصري    |
| كاريوكا                  | مسلسل مصري    |
| أم الصابرين              | مسلسل مصري    |
| نابليون والمحروسة        | مسلسل مصري    |
| ابن النظام               | مسلسل مصري    |
| بنات في بنات             | مسلسل مصري    |
| في بيتنا حريقة           | مسلسل مصري    |
| الرجل العناب             | مسلسل مصري    |
| المحطة الجاية            | مسلسل مصري    |
| بيت العوانس              | مسلسل مصري    |
| الباب في الباب 2         | مسلسل مصري    |
| شوقية وعيال عيالها       | مسلسل مصري    |
| الهلالي سلالم            | مسلسل مصري    |
| التنين                   | مسلسل مصري    |
| قصص الإنسان في القرآن    | مسلسل مصري    |
| خوات دنيا                | مسلسل خليجي   |
| مجموعة إنسان             | مسلسل خليجي   |
| حبر العيون               | مسلسل خليجي   |
| كنة الشام وكناين الشامية | مسلسل خليجي   |
| حلفت عمري                | مسلسل خليجي   |
| خادمة القوم              | مسلسل خليجي   |
| الحلال والحرام           | مسلسل خليجي   |
| شارع 90                  | مسلسل خليجي   |
| طالع نازل                | مسلسل خليجي   |
| الوداع                   | مسلسل خليجي   |
| ستار الليل               | مسلسل خليجي   |
| أبو دروش                 | مسلسل خليجي   |
| وطن النهار               | مسلسل خليجي   |
| مذكرات عائلية جدا        | مسلسل خليجي   |
| لعبة المرأة رجل          | مسلسل خليجي   |
| نساء من زجاج             | مسلسل خليجي   |
| السلطانة                 | مسلسل خليجي   |
| سكتم بكتم 3              | مسلسل خليجي   |
| أنت عمري                 | مسلسل خليجي   |
| عجب                      | مسلسل خليجي   |
| اليحموم                  | مسلسل خليجي   |
| ريح الشمال 3             | مسلسل خليجي   |
| هجر الحبيب               | مسلسل خليجي   |
| عمر ثاني                 | مسلسل خليجي   |
| بنات الجامعة             | مسلسل خليجي   |
| سكن الطالبات             | مسلسل خليجي   |
| يا تصيب يا تخيب          | مسلسل خليجي   |
| ظلال الماضي              | مسلسل خليجي   |
| أشوفكم على خير           | مسلسل خليجي   |
| عيال حارتنا              | مسلسل خليجي   |
| درب الوفا                | مسلسل خليجي   |
| كلام الناس               | مسلسل خليجي   |
| امرأة تبحث عن المغفرة    | مسلسل خليجي   |
| أرواح                    | مسلسل خليجي   |
| لعبة الشيطان             | مسلسل خليجي   |
| هشتقة                    | مسلسل خليجي   |
| هوامير صحراء 4           | مسلسل خليجي   |
| رجال وسط حريم            | مسلسل خليجي   |
| أزهار الليل              | مسلسل خليجي   |
| شباب البومب              | مسلسل خليجي   |
| طماشة 4                  | مسلسل خليجي   |
| لو باقي ليلة             | مسلسل خليجي   |
| الإنفجار                 | مسلسل سوري    |
| بنات العيلة              | مسلسل سوري    |
| المفتاح                  | مسلسل سوري    |
| أرواح عارية              | مسلسل سوري    |
| المنعطف                  | مسلسل سوري    |
| أيام الدراسة 2           | مسلسل سوري    |
| ثنائيات الكرز            | مسلسل سوري    |
| اوراق بنفسجية            | مسلسل سوري    |
| بناتي حياتي              | مسلسل سوري    |
| صبايا 4                  | مسلسل سوري    |
| الولادة من الخاصرة 2     | مسلسل سوري    |
| زنود الست                | مسلسل سوري    |
| كمون ولمون               | مسلسل سوري    |
| بقعة ضوء 9               | مسلسل سوري    |
| زمن البرغوت              | مسلسل سوري    |
| الاميمي                  | مسلسل سوري    |
| المصابيح الزرق           | مسلسل سوري    |
| ابواب الحقيقة            | مسلسل سوري    |
| طاحون الشر               | مسلسل سوري    |
| أنت هنا                  | مسلسل سوري    |
| حارة الطنابر             | مسلسل سوري    |
| لعنة الاسم               | مسلسل سوري    |
| سيت كاز                  | مسلسل سوري    |
| رفت عين                  | مسلسل سوري    |
| رومانتيكا                | مسلسل سوري    |
| خلصت"موازيك"             | مسلسل سوري    |
| أبو جانتي 2              | مسلسل سوري    |
| الشبيه                   | مسلسل سوري    |
| ما بتخلص حكاياتنا        | مسلسل سوري    |
| دليلة وزيبق 2            | مسلسل سوري    |
| أمام الفقهاء             | مسلسل سوري    |
| ضياع في حفر الباطن       | مسلسل عراقي   |
| أكبر جذاب                | مسلسل عراقي   |
| اوان الحب                | مسلسل عراقي   |
| باب الشيخ                | مسلسل عراقي   |
| خارطة الطريق             | مسلسل عراقي   |
| الدرس الاول              | مسلسل عراقي   |
| بيت الطين 4              | مسلسل عراقي   |
| القناص 1006              | مسلسل عراقي   |
| طريق نعيمة               | مسلسل عراقي   |
| سليمة باشا               | مسلسل عراقي   |
| عائلة سبايكي 2           | مسلسل عراقي   |
| الريس                    | مسلسل عراقي   |
| شندل ومندل               | مسلسل عراقي   |
| فندق قدري                | مسلسل عراقي   |
| م.م                      | مسلسل عراقي   |
| مكاره الاخلاق            | مسلسل عراقي   |